# 彩虹巴士總站
22°20′08″N 114°12′15″E / 22.335615°N 114.204226°E
彩虹巴士總站（英文：Choi Hung Bus Terminus）位於香港黃大仙區彩虹道與太子道東交界，觀塘繞道近彩虹出口之下。

## 總站路線資料

### 九龍巴士14D線
- 油塘 ↔ 彩虹
- 藍田（廣田邨） → 彩虹(特別班次)

2011年8月25日投入服務，主要疏導小巴60線於早上繁忙時間的乘客，只在早上學校上課日繁忙時間行駛。途經藍田啟田邨、秀茂坪、四順、清水灣道、彩雲邨、坪石、彩虹邨等地方。

### 九龍巴士26M線
- 彩虹 ↺ 觀塘

1983年1月7日投入服務，以循環線形式運作，來往彩虹邨和觀塘，每天清晨至午夜為往返牛池灣、四順和觀塘的乘客，提供港鐵接駁服務。

### 九龍巴士28R線
- 未有資料，請加入至Module:香港巴士/klnt。

### 九龍巴士203E線
- 彩虹 ↔ 九龍站

1986年11月17日投入服務，來往黃大仙區的彩虹和油尖旺區的九龍站，為黃大仙區、九龍城區及油尖旺區的居民和學生提供巴士服務。於2008年6月22日與九龍巴士5號線互調總站，總站從富山巴士總站延伸至此總站。

### 過海隧道巴士113線
- 彩虹 ↔ 堅尼地城（卑路乍灣）

1976年5月16日投入服務，來往彩虹及堅尼地城（卑路乍灣），由九巴及城巴聯合經營，提供堅尼地城、西營盤、中環、金鐘及灣仔來往公主道、九龍城、東頭邨、黃大仙、鑽石山及彩虹邨的過海隧道巴士服務。

## 途經路線資料

### 九龍巴士3D線
- 慈雲山（中） ↔ 觀塘（裕民坊）

1970年1月3日投入服務，行走慈雲山（中）及觀塘（裕民坊）之間，舒緩日漸不勝負荷及路線迂迴的15A線。

### 九龍巴士3M線
- 慈雲山（北） ↔ 彩雲
- 彩雲 → 慈雲山（南） (特別班次)

1979年12月16日配合香港地鐵「修正早期系統」延至尖沙咀提供接駁服務，於1991年9月15日起在往慈雲山（北）方向途經本總站。

### 九龍巴士5號線
- 富山 ↔ 尖沙咀碼頭

1933年6月11日九巴接辦本線，行走富山及尖沙咀碼頭之間。曾於1965年1月24日至2008年6月22日以本總站為總站。

### 九龍巴士N3D線
- 觀塘（裕民坊） ↔ 慈雲山（中）

## 過往路線
- 九龍巴士90線 (第一代)
- 九龍巴士91線（正規班次）
- 九龍巴士92線
- 九龍巴士93R線
- 九龍巴士96R線
- 九龍巴士290線 (第一代)
- 城巴E23線
- 城巴E23P線
- 九巴13線
- 九龍巴士28R線（已取消）
- 九龍巴士203X線（已取消）

## 車坑分佈
| 車坑分佈（以入口最左邊起計） | 車坑分佈（以入口最左邊起計） | 車坑分佈（以入口最左邊起計）  |
| 車坑編號                     | 車坑數目                     | 路線                          |
| ---------------------------- | ---------------------------- | ----------------------------- |
| 1（N1）                      | 雙坑                         | 九龍巴士203E線                |
| 2（N2）                      | 單坑                         | 九龍巴士5號線（往尖沙咀碼頭） |
| 3（N3）                      | 單坑                         | 過海隧道巴士113線             |
| 4（N4）                      | 單坑                         | 九龍巴士26M線                 |
| 5（N5）                      | 單坑                         | 九龍巴士5號線（往富山）       |
| 6（N6）                      | 單坑                         | 九龍巴士3D、3M、N3D線         |
| 7（N7）                      | 單坑                         | 九龍巴士14D線                 |
| 8                            | 單坑                         | 後備                          |
| 9                            | 單坑                         | 後備                          |
| 10                           | 雙坑                         | 後備                          |

## 外部連結
- 彩虹巴士總站 （页面存档备份，存于），城巴／新巴
- 九巴 （页面存档备份，存于）